# Departamentos de la República del Congo
La República del Congo está dividido en doce departamentos (en francés départements, en singular département). Estos departamentos sustituyen las antiguas regiones (régions, en singular région) en 2002:
| Departamento  | Capital  | Población (2007) | Área (km²) |
| ------------- | -------- | ---------------- | ---------- |
| Bouenza       | Madingou | 309,063          | 12,265     |
| Cuvette       | Owando   | 156,044          | 48,250     |
| Cuvette-Oeste | Ewo      | 72,999           | 26,600     |
| Kouilou       | Hinda    | 91,955           | 13,650     |
| Lékoumou      | Sibiti   | 96,393           | 20,950     |
| Likouala      | Impfondo | 154,155          | 66,044     |
| Niari         | Dolisie  | 231,271          | 25,942     |
| Pool          | Kinkala  | 236,595          | 33,955     |
| Plateaux      | Djambala | 174,591          | 38,400     |
| Sangha        | Ouesso   | 85,738           | 55,800     |
| Brazzaville   |          | 1,373,382        | 100        |
| Pointe-Noire  |          | 715,335          | 44         |

Estos departamentos se subdividen en 86 distritos y 7 comunas.